# فومیتو توموی
فومیتو توموی (انگلیسی: Fumito Tomoi؛ زادهٔ ۱ ژانویهٔ ۱۹۷۵) کمدین، و شخصیت‌های تلویزیونی در ژاپن اهل ژاپن است.